# Убивці з Кіліманджаро
Убивці з Кіліманджаро (англ. Killers of Kilimanjaro) — британський пригодницький фільм 1959 року.

## Сюжет
В Африку прибуває інженер Роберт Адамсон. Його завдання — визначити можливість продовження будівництва залізниці з Момбаси в сторону Кіліманджаро. Ділянка дороги вже закінчена, але роботи несподівано зупинені, а обидва попередника Адамсона пропали. Разом з помічником Гуком, Джейн, що розшукує свого зниклого батька, і Пашею — сином місцевого работорговця, який повернувся додому після навчання в Англії, група вирушає у небезпечну подорож. Небезпечна, бо одна з вимог новоприбулого інженера — це не використання рабської праці, чим тільки й живуть місцеві багатії. Основні труднощі завдання інженера Адамса полягають в тому, що майбутня залізниця повинна пройти через землі зовсім не дружнього племені.

## У ролях
| Актор            | Роль           |
| ---------------- | -------------- |
| Роберт Тейлор    | Роберт Адамсон |
| Ентоні Ньюлі     | Гукі Гук       |
| Енн Обрі         | Джейн Карлтон  |
| Грегуар Аслан    | Бен Ахмед      |
| Аллан Катбертсон | Секстон        |
| Мартін Бенсон    | Алі            |
| Орландо Мартінс  | шеф            |
| Дональд Плезенс  | капітан        |
| Джон Димеч       | Паша           |
| Мартін Бодді     | Гюнтер         |
| Ерл Камерон      | шаман          |
| Гаррі Бейрд      | Борага         |
| Ентоні Джейкобс  | Мустаф         |